# 王景怡
王景怡（1986年7月9日—），日本围棋职业三段棋手，围棋名将王立誠九段的女儿。2015年夺得第二届會津中央醫院杯冠军。

## 升段過程
- 2008年 初段
- 2012年 二段
- 2017年 三段